# Let's Go Taffy
Let's Go Taffy (ワンワンセレプー それゆけ!徹之進?, Wanwan Serepū soreyuke! Testsunoshin) è una serie televisiva anime prodotta in Giappone nel 2006, trasmessa per la prima volta in Italia dal 2 febbraio al 14 aprile 2010 su Hiro. Durante il mese di febbraio la trasmissione ha subito notevoli ritardi: basti pensare che su 27 giorni sono stati trasmessi solo 12 episodi. Con il cambio di orario a marzo la situazione è migliorata e la serie è andata in onda dal lunedì al sabato.

## Trama
La serie narra le simpatiche vicende di Rumi Inuyama una ragazzina di 10 anni, che insieme alla sua famiglia e al suo cagnolino Taffy lascia la campagna per trasferirsi in una cittadina di Tokyo dove vivono i cani più ricchi e facoltosi. Qui i nonni della ragazzina affittano un ricco appartamento e metteranno in banca rotta i genitori di Rumi. Ad aiutare la sua padroncina e la sua famiglia ci penserà il piccolo Taffy (che ha il potere di trasformarsi anche in un supereroe il cavaliere bianco), che dopo aver salvato Seto un vecchio cane randagio, dotato di poteri magici, entrerà a far parte del gruppo dei cani randagi del quartiere, grazie ai quali scoprirà l'esistenza del dog paradise un luogo magico e incantevole dove qui i cani possono camminare su due zampe e parlare.

## Doppiaggio
| Personaggi       | Doppiatore originale | Doppiatore italiano |
| ---------------- | -------------------- | ------------------- |
| Taffy            | Reiko Takagi         | Monica Bertolotti   |
| Rumi             | Kei Shindou          | Veronica Puccio     |
| Cavaliere bianco | Non disponibile      | Alessio De Filippis |
| Tomi             | Non disponibile      | Barbara Pitotti     |
| Seto             | Chō                  | Dante Biagioni      |

## Sigle
Non esiste una sigla italiana, pertanto sono state utilizzate quelle originali giapponesi. Durante la sigla di chiusura vengono riproposte alcune scene salienti dell'episodio appena trasmesso.
Le sigle di apertura sono rispettivamente and yet cantata da Suther Rand e Sora no mukou no mukou di Naru Kawamoto mentre quella di chiusura Life Gauge di mihimaru GT e WISH di Nana Inoue.

## Episodi
| Nº | Titolo italiano Giapponese 「Kanji」 - Rōmaji                                                                         | In onda           | In onda          |
| Nº | Titolo italiano Giapponese 「Kanji」 - Rōmaji                                                                         | Giapponese        | Italiano         |
| 1  | Taffy arriva in città 「てつのしんヒルズに住む」 - Tetsunoshin HILLS ni sumu                                          | 7 gennaio 2006    | 2 febbraio 2010  |
| 2  | Taffy si trasforma 「てつのしん変身する」 - Tetsunoshin henshin suru                                                  | 14 gennaio 2006   | 3 febbraio 2010  |
| 3  | Taffy al concorso 「てつのしんコンテストに出る」 - Tetsunoshin CONTEST ni deru                                        | 21 gennaio 2006   | 4 febbraio 2010  |
| 4  | Taffy va a pescare nell'oceano 「てつのしん海にもぐる」 - Tetsunoshin umi ni moguru                                   | 28 gennaio 2006   | 5 febbraio 2010  |
| 5  | Taffy diventa un attore 「てつのしん俳優になる」 - Tetsunoshin haiyuu ni naru                                         | 4 febbraio 2006   | 8 febbraio 2010  |
| 6  | Taffy, vuoi del cioccolato? 「てつのしんチョコをつくる」 - Tetsunoshin CHOCO o tsukuru                                | 11 febbraio 2006  | 9 febbraio 2010  |
| 7  | Taffy fattorino 「てつのしん宅配する」 - Tetsunoshin takuhai suru                                                     | 18 febbraio 2006  | 10 febbraio 2010 |
| 8  | Taffy diventa un ninja 「てつのしん忍者になる」 - Tetsunoshin ninja ni naru                                           | 25 febbraio 2006  | 11 febbraio 2010 |
| 9  | Taffy salva un amore 「てつのしんポチを助ける」 - Tetsunoshin pochi o tasukeru                                        | 4 marzo 2006      | 15 febbraio 2010 |
| 10 | Taffy cerca Akina 「てつのしんアキバに行く」 - Tetsunoshin AKIBA ni iku                                               | 11 marzo 2006     | 19 febbraio 2010 |
| 11 | Taffy nel cuore degli affari 「てつのしん接待する」 - Tetsunoshin settai suru                                         | 18 marzo 2006     | 22 febbraio 2010 |
| 12 | Taffy e la fioritura dei ciliegi 「てつのしんお花見する」 - Tetsunoshin o-hanami suru                                 | 25 marzo 2006     | 26 febbraio 2010 |
| 13 | Taffy super allenatore 「てつのしん鬼コーチになる」 - Tetsunoshin oni COACH ni naru                                   | 1º aprile 2006    | 1º marzo 2010    |
| 14 | Taffy e il maraja 「てつのしん恋をでっちあげる」 - Tetsunoshin koi decchiageru                                        | 8 aprile 2006     | 2 marzo 2010     |
| 15 | Taffy va a Shirogane 「てつのしん白金に行く」 - Tetsunoshin shirogane ni iku                                          | 15 aprile 2006    | 3 marzo 2010     |
| 16 | Taffy sfida il campione Shiruko 「てつのしん格闘する」 - Tetsunoshin kakutou suru                                     | 22 aprile 2006    | 4 marzo 2010     |
| 17 | Taffy investigatore per un giorno 「てつのしん探偵になる」 - Tetsunoshin tantei ni naru                               | 29 aprile 2006    | 5 marzo 2010     |
| 18 | Taffy ti presento mamma 「てつのしん母を訪ねる」 - Tetsunoshin haha o tazuneru                                        | 6 maggio 2006     | 6 marzo 2010     |
| 19 | Taffy dietologo 「てつのしんダイエットさせる」 - Tetsunoshin DIET saseru                                              | 13 maggio 2006    | 8 marzo 2010     |
| 20 | Taffy agente di spettacolo 「てつのしんプロデュースする」 - Tetsunoshin PRODUCE suru                                  | 20 maggio 2006    | 9 marzo 2010     |
| 21 | Taffy e la squadra del cuore 「てつのしんゴールを決める」 - Tetsunoshin GOAL o kimeru                                 | 27 maggio 2006    | 10 marzo 2010    |
| 22 | Taffy alla ricerca del tesoro 「てつのしんお宝をさがす」 - Tetsunoshin otakara o sagasu                               | 3 giugno 2006     | 11 marzo 2010    |
| 23 | Taffy e il regalo di compleanno 「てつのしんパパを応援する」 - Tetsunoshin PAPA o ouen suru                           | 10 giugno 2006    | 12 marzo 2010    |
| 24 | Taffy conquista il comando 「てつのしんリーダーになる」 - Tetsunoshin LEADER ni naru                                  | 17 giugno 2006    | 13 marzo 2010    |
| 25 | Taffy Litiga con Tomi 「てつのしんポチとケンカをする」 - Tetsunoshin POCHI to kenka suru                              | 24 giugno 2006    | 15 marzo 2010    |
| 26 | Taffy cattura un ladro di cani 「てつのしん犬泥棒を捕まえる」 - Tetsunoshin inu doroubo o tsukamaeru                  | 1º luglio 2006    | 16 marzo 2010    |
| 27 | Taffy va a Shirogane 2 「てつのしん白金に行く2」 - Tetsunoshin shirogane ni iku 2                                     | 8 luglio 2006     | 17 marzo 2010    |
| 28 | Taffy incontra un fantasma 「てつのしんオバケと出会う」 - Tetsunoshin obake to deau                                   | 15 luglio 2006    | 18 marzo 2010    |
| 29 | Taffy ha una carta di credito 「てつのしんカードを持つ」 - Tetsunoshin CARD o motsu                                   | 22 luglio 2006    | 19 marzo 2010    |
| 30 | Il ritorno a casa di Taffy (prima parte) 「てつのしん里帰りする」 - Tetsunoshin ogaeri suru                           | 29 luglio 2006    | 20 marzo 2010    |
| 31 | Il ritorno a casa di Taffy (seconda parte) 「てつのしん結婚をこわす」 - Tetsunoshin kekkon o kowasu                   | 5 agosto 2006     | 22 marzo 2010    |
| 32 | Taffy conosce un cane robot 「てつのしんロボット犬と友達になる」 - Tetsunoshin ROBOT inu to tomodachi ni naru         | 12 agosto 2006    | 23 marzo 2010    |
| 33 | Taffy e i compiti delle vacanze 「てつのしん宿題を手つだう」 - Tetsunoshin shukudai o tetsudau                        | 26 agosto 2006    | 24 marzo 2010    |
| 34 | Taffy entra nel mondo di internet 「てつのしんネット世界へ行く」 - Tetsunoshin NET sekai e iku                        | 2 settembre 2006  | 25 marzo 2010    |
| 35 | Taffy e il torneo sportivo 「てつのしん運動会ではりきる」 - Tetsunoshin undokai de harikiru                           | 9 settembre 2006  | 26 marzo 2010    |
| 36 | Taffy tradirà la valle del sogno? 「てつのしん犬楽園をうらぎる？」 - Tetsunoshin inu rakuen o uragiru?                | 16 settembre 2006 | 27 marzo 2010    |
| 37 | Taffy viene punito 「てつのしんネオにゴーモンされる」 - Tetsunoshin Neo ni gomon sareru                               | 23 settembre 2006 | 29 marzo 2010    |
| 38 | Taffy dice addio agli amici 「てつのしんヒルズを追い出される」 - Tetsunoshin Hills o oidasareru                       | 30 settembre 2006 | 30 marzo 2010    |
| 39 | Taffy viene salvato dai suoi amici 「てつのしん仲間に助けられる」 - Tetsunoshin nakama ni tasukerareru                | 7 ottobre 2006    | 31 marzo 2010    |
| 40 | Taffy scopre il legame tra cani e scimmie 「てつのしん犬猿の仲のイミを知る」 - Tetsunoshin kenennonaka no imi o shiru | 14 ottobre 2006   | 1º aprile 2010   |
| 41 | Taffy e l'identità segreta 「てつのしんルミに正体がばれる」 - Tetsunoshin Rumi ni shoutai ga bareru                   | 21 ottobre 2006   | 2 aprile 2010    |
| 42 | Taffy e Rumi nella valle del sogno 「てつのしんルミと犬楽園を行く」 - Tetsunoshin Rumi to inu rakuen o iku            | 28 ottobre 2006   | 4 aprile 2010    |
| 43 | Taffy difende Tomi 「てつのしん疑われたポチをかばう」 - Tetsunoshin utawareta Pochi o kabau                           | 4 novembre 2006   | 5 aprile 2010    |
| 44 | Taffy trova una lettera segreta 「てつのしん秘伝書をみつける」 - Tetsunoshin hidensho o mitsukeru                     | 11 novembre 2006  | 6 aprile 2010    |
| 45 | Taffy è pronto a combattere 「てつのしん戦いのために特訓する」 - Tetsunoshin tatakai no tame ni tokkun suru           | 18 novembre 2006  | 7 aprile 2010    |
| 46 | Taffy perde la sua padrona 「てつのしん大好きなルミと別れる」 - Tetsunoshin daisuki na Rumi to wakareru               | 25 novembre 2006  | 8 aprile 2010    |
| 47 | Taffy scopre il segreto di Chocolat 「てつのしんショコラの秘密を知る」 - Tetsunoshin Chocolat no himitsu o shiru      | 2 dicembre 2006   | 9 aprile 2010    |
| 48 | Taffy piange sull'eterno amore 「てつのしん永遠の愛に泣く」 - Tetsunoshin eien no ai ni naku                          | 9 dicembre 2006   | 10 aprile 2010   |
| 49 | Taffy nello spazio 「てつのしん宇宙で大切な友を失う」 - Tetsunoshin uchuu de taisetsu na tomo o ushinau               | 16 dicembre 2006  | 12 aprile 2010   |
| 50 | Taffy eredita poteri magici 「てつのしん犬魔法を受けつぐ」 - Tetsunoshin daimahou o uketsugu                          | 23 dicembre 2006  | 13 aprile 2010   |
| 51 | Taffy cambia casa 「てつのしんヒルズを出て行く」 - Tetsunoshin Hills o deteiku                                        | 30 dicembre 2006  | 14 aprile 2010   |